# South Norfolk
South Norfolk – dystrykt w hrabstwie Norfolk w Anglii. W 2011 roku dystrykt liczył 124 012 mieszkańców.

## Miasta
- Diss
- Hingham
- Loddon
- Redenhall with Harleston
- Wymondham

## Inne miejscowości
Alburgh, Aldeby, Alpington, Arminghall, Ashby St Mary, Ashwellthorpe and Fundenhall, Aslacton, Barford, Barnham Broom, Bawburgh, Bedingham, Bergh Apton, Bixley, Bracon Ash, Bramerton, Brandon Parva, Bressingham, Brockdish, Brooke, Broome, Bunwell, Burgh St Peter, Burston and Shimpling, Burston, Caistor St. Edmund, Carleton Rode, Carleton St Peter, Chedgrave, Claxton, Colney, Costessey, Cringleford, Denton, Deopham, Dickleburgh, Dickleburgh and Rushall, Ditchingham, Dunston, Earsham, East Carleton, Easton, Ellingham, Fersfield, Flordon, Forncett, Forncett St Mary, Framingham Earl, Framingham Pigot, Geldeston, Gillingham, Gissing, Great Melton, Great Moulton, Haddiscoe, Hales, Hapton, Heckingham, Hedenham, Hellington, Hempnall, Hethel, Hethersett, Heywood, Howe, Intwood, Keswick, Ketteringham, Kimberley, Kirby Bedon, Kirby Cane, Kirstead, Kirstead Green, Langley with Hardley, Little Melton, Long Stratton, Marlingford and Colton, Morley Saint Botolph, Morley, Morningthorpe, Mulbarton, Mundham, Needham, Newton Flotman, Norton Subcourse, Poringland, Pulham Market, Pulham St Mary, Raveningham, Rockland St Mary, Roydon, Runhall, Saxlingham Nethergate, Scole, Seething, Shelfanger, Shelton and Hardwick, Shotesham, Sisland, Spooner Row, Starston, Stockton, Stoke Holy Cross, Surlingham, Swainsthorpe, Swardeston, Tacolneston, Tasburgh, Tharston and Hapton, Thelveton, Thorpe Abbotts, Thurlton, Thurton, Tibenham, Tivetshall St Margaret, Tivetshall St Mary, Toft Monks, Topcroft, Trowse Newton, Wacton, Wheatacre, Wicklewood, Winfarthing, Woodton, Wortwell, Wramplingham, Wreningham, Yelverton.